# Johann Reinhard von Dalwig
Johann Reinhard von Dalwig (ur. 1667, zm. 1737) był heskim dyplomatą. 
Od 1 grudnia 1702 do 13 kwietnia 1720 roku pełnił funkcję posła Hesji-Kassel w Hadze, a także przedstawiciela Hesji-Kassel na kongresie pokojowym w Utrechcie (1712-1713), 